# Соловецький район
Солове́цький муніципа́льний райо́н — адміністративна одиниця Росії, Архангельська область.
Адміністративний центр району — селище Соловецький.

## Географія
Соловецький район відноситься до районів Крайньої Півночі.
Розташований на Соловецьких островах. На території островів розташований Соловецький монастир.

## Історія

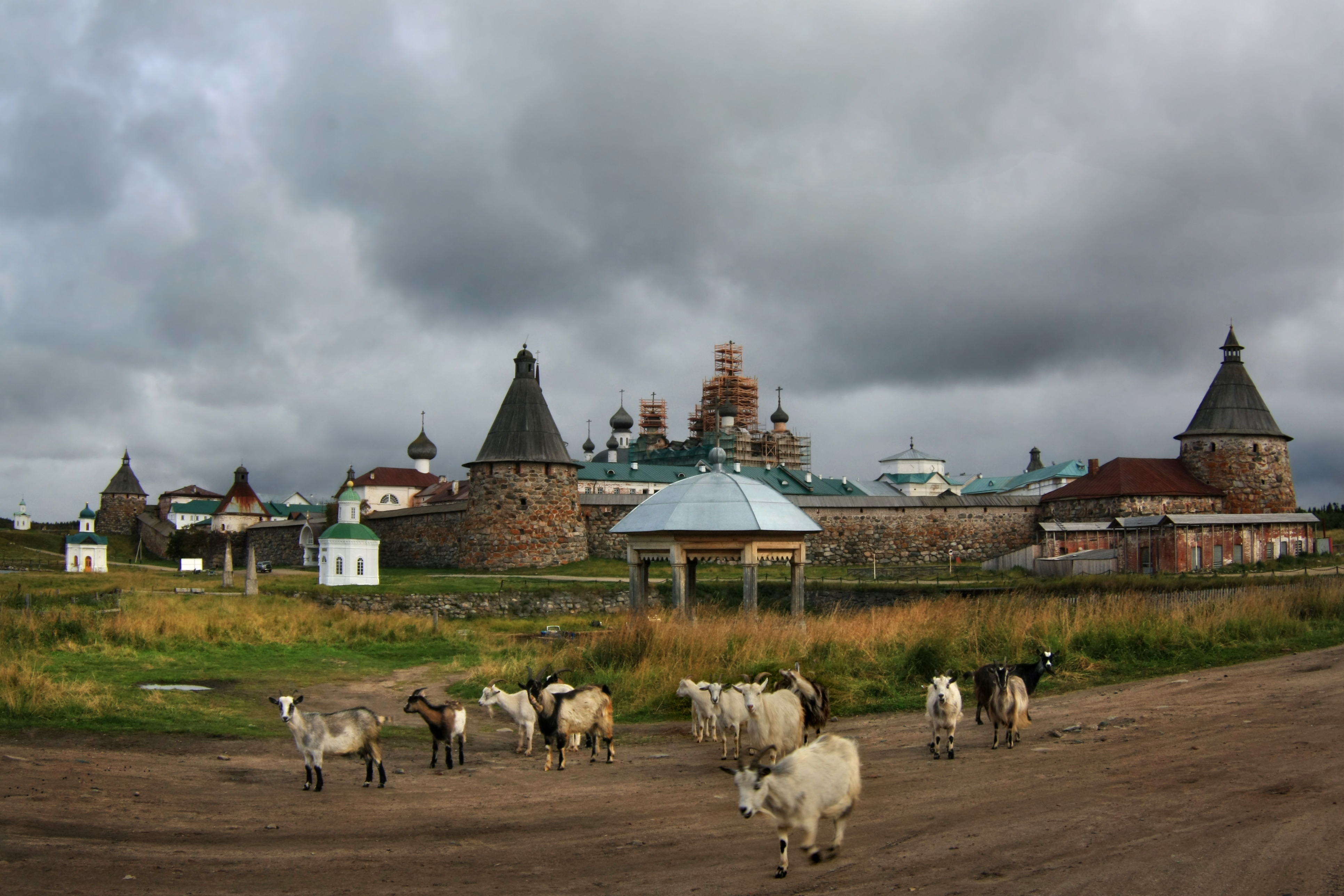
Тваринний світ Соловків

Соловецький район був утворений в складі Архангельської області Указом Президії Верховної Ради РРФСР від 23 березня 1987 року на території Соловецьких островів. В ході муніципальної реформи в 2004 році Соловецький район отримав статус муніципального району.
1 січня 2006 року на території району було утворено муніципальне утворення Соловецьке сільське поселення в рамках Приморського муніципального району.
Соловецький район як адміністративно-територіальна одиниця області зберігає свій статус.

## Населення
Населення — 931 особа.

## Населені пункти
До складу району входять 4 населених пункти.
- селище Мала Муксалма
- селище Реболда
- селище Савватьєво
- селище Соловецький.